# Момичета работят пред портата
„Момичета работят пред портата“ (на румънски: Fete lucrând la poartă) е картина от румънския художник Николае Григореску от периода 1885 – 1890 г.
Картината е нарисувана с маслени бои върху платно и е с размери 42,5 x 62,5 cm. Творбата характеризира способността на Николае Григуреску да улови и визуално да определи румънската национална особеност, в по-широк културен контекст, генерирана от опитите на Румъния да се модернизира. „Момичета работят пред портата“ улавя интимната връзка между човека и природата, елегантността на народната носия, също така се съсредоточава върху природната среда. Картината фокусира вниманието върху момичетата, докато светлинните ефекти придадени от художника изнасят околния пейзаж на преден план.
Картината е част от колекцията на Националния музей на изкуствата в Букурещ, Румъния.